# Tysk shetlandsponny
Den tyska shetlandsponnyn är en liten hästras av ponnytyp som utvecklats i Tyskland, med hjälp av importerade amerikanska shetlandsponnyer. De tyska shetlandsponnyerna ska se ut som små, ädla fullblodshästar i miniatyr och räknas ofta som miniatyrhästar istället för ponnyer. Färgen är övervägande silversvart eller silverbrun, men alla färger förekommer och mankhöjden är aldrig över 112 cm. I Tyskland kallas ponnyerna även för "Deutsches Classic Pony" (Tysk klassisk ponny).

## Historia
Den tyska shetlandsponnyn har utvecklats med hjälp av amerikanska shetlandsponnyer som i sin tur utvecklades genom korsningar med de klassiska brittiska Shetlandsponnyerna som importerades till USA från Storbritannien under 1800-talet. När de amerikanska shetlandsponnyerna utvecklades korsade man de amerikanska shetlandsponnyerna med de brittiska. Man utavlade även dessa avkommor med olika ädlare raser, bland annat små fullblodshästar som engelska och arabiska fullblod, samt Hackneyponnyer. De amerikanska shetlandsponnyerna var mycket ädlare och mer långbenta än de ursprungliga Shetlandsponnyerna. De första exemplaren kallades "Sportlichen Shetlandponys" (sportiga shetlandsponnyer). 
1965 importerades en amerikansk shetlandsponny till Tyskland av Dieter Grober. Hingsten Jiggs var svartbrun och hade vunnit en championtitel 1961 i en utställning. Med hingsten Jiggs som utgångspunkt födde Dieter Grober upp en tysk variant av Shetlandsponnyn med mer inflytande av olika fullblodshästar. Jiggs räknades som stamfader för hela rasen och många hingstar från hans linje döps än idag med ett namn som börjar på bokstaven J. 
År 2000 startades rasens egen förening, "Intressegemeinschaft Deutsches Classic-Pony" och rasen fick sitt officiella namn. De tyska ponnyerna fick nu en egen standard som var baserad på tyska ideal och de små ponnyerna fick status som egen ras. Idag finns ca 300 tyska shetlandsponnyer, med ca 40 registrerades avelshingstar och 200 registrerade avelsston. Samma år bestämde den brittiska Shetlandsföreningen att stamboken skulle stängas för registrering av amerikanska och tyska shetlandsponnyer för att kunne behålla en avel som var fri från inflytande av andra raser. Uppfödarna av de tyska shetlandsponnyerna ville inte heller stambokföra sina ponnyer som korsningar i stamboken.  

## Egenskaper
Den tyska shetlandsponnyn har inte mycket gemensamt med den ursprungliga Shetlandsponnyn utan i likhet med den amerikanska shetlandsponnyn är den tyska varianten mycket ädlare och lättare. Exteriören är ädel och fullblodsliknande och rasens standard säger även att den tyska shetlandsponnyn ska likna en fullblodshäst i miniatyr, vilket i stort sett gör den tyska shetlandsponnyn till en miniatyrhäst, och inte en ponny. Dock räknas rasen fortfarande som ponny. 
De tyska shetlandsponnyerna är väldigt små och måste vara under 112 cm för att få användas i avel. Alla färger är tillåtna hos rasen men den vanligaste färgen är flaxfux, dvs guldbrun med ljusare man och svans. Uppfödare satsar i regel på de ponnyer som är mörkt fux eller palominofärgade i sin avel. I regel är mörka färger så som brun, mörkbrun eller svartbrun vanligast hos rasen men idag finns det uppfödare av rasen som specialiserat sig enbart på den prickiga, tigrerade färgen som också är väldigt populär. 
Idag finns det tre typer som används inom aveln: 
- Originaltyp, som är vanlig brittisk shetlandsponny, eller mycket lik den vanliga shetlandsponnyn med korta ben och kraftig exteriör. Dessa används enbart i aveln och registreras inte som tyska shetlandsponnyer.
- Sportlicher typ, som är nättare och mer elegant med exteriör och byggnad som en stor häst.
- Classic Pony, som är ett mellanting mellan original och sportig. Den är lättare i typen än klassiska shetlandsponnyer men inte riktigt lika lätta som den sportiga typen utan har tydligare ponnykaraktär.

Exteriören är atletisk och elegant med ädla, slanka linjer och långa ben. Huvudet är proportionerligt mot kroppen och har finskurna linjer och ofta en lätt inåtbuktande nosprofil och stora ögon. Rasen lämpar sig väl för körning och utställning samt som ridponny för riktigt små barn, då de är lätthanterliga och med ett lugnt och stabilt temperament. Den tyska shetlandsponnyn har mycket utstrålning och är lättlärda och intelligenta. 